# فلیچه سنتوفانتی
فلیچه سنتوفانتی (انگلیسی: Felice Centofanti؛ زادهٔ ۲۳ مهٔ ۱۹۶۹) بازیکن فوتبال اهل ایتالیا است.
از باشگاه‌هایی که در آن بازی کرده‌است می‌توان به باشگاه فوتبال اینتر میلان، باشگاه فوتبال هلاس ورونا، باشگاه فوتبال آنکونا، باشگاه فوتبال پادوا، باشگاه فوتبال جنوآ، و باشگاه فوتبال پالرمو اشاره کرد.